# Ronde van Spanje 2014/Derde etappe
De derde etappe van de Ronde van Spanje 2014 werd gereden op 25 augustus 2014. Het was een heuvelrit van 188 kilometer van Cádiz  naar Arcos de la Frontera.

## Ritverslag
Vier bergjes van derde categorie moesten beklommen worden op deze hete dag. Vijf renners vormden de vlucht van de dag met maximaal acht minuten voorsprong. Lluís Mas (Caja Rural-Seguros RGA) kwam solo als eerste boven op twee cols en kreeg de bollentrui.
In de slotkilometer sloeg Damiano Caruso (Katjoesja) als eerste een kloof, maar hij werd teruggehaald door Daniel Martin. Toch was het Michael Matthews die in de laatste meters Martin inhaalde. Door de bonificatieseconden pakte hij de rode leiderstrui.

## Uitslagen
| Rituitslag |                         |                         |          |
| Plaats     | Naam                    | Ploeg                   | Tijd     |
| Winnaar    | Michael Matthews        | Orica GreenEDGE         | 5u12'14" |
| 2          | Daniel Martin           | Garmin Sharp            | z.t.     |
| 3          | Joaquím Rodríguez       | Team Katjoesja          | z.t.     |
| 4          | Wilco Kelderman         | Belkin-Pro Cycling Team | z.t.     |
| 5          | Paul Martens            | Belkin-Pro Cycling Team | z.t.     |
| 6          | Cadel Evans             | BMC Racing Team         | z.t.     |
| 7          | Lloyd Mondory           | BMC Racing Team         | z.t.     |
| 8          | Nacer Bouhanni          | FDJ.fr                  | z.t.     |
| 9          | Daniel Moreno Fernandez | Team Katjoesja          | z.t.     |
| 10         | Chris Froome            | Team Sky ProCycling     | z.t.     |
|            |                         |                         |          |
| 21         | Philippe Gilbert        | BMC Racing Team         | + 7"     |

| Algemeen Klassement |                       |                         |          |
| Plaats              | Naam                  | Ploeg                   | Tijd     |
| Rode trui           | Michael Matthews      | Orica GreenEDGE         | 9u27'53" |
| 2                   | Nairo Quintana        | Team Movistar           | + 4"     |
| 3                   | Alejandro Valverde    | Team Movistar           | + 11"    |
| 4                   | Rigoberto Urán        | Omega Pharma-Quick-Step | + 15"    |
| 5                   | Damiano Caruso        | Cannondale              | + 17"    |
| 6                   | Esteban Chaves        | Orica GreenEDGE         | z.t.     |
| 7                   | George Bennett        | Cannondale              | + 20"    |
| 8                   | Julián Arredondo      | Trek Factory Racing     | z.t.     |
| 9                   | Haimar Zubeldia       | Trek Factory Racing     | z.t.     |
| 10                  | Gianluca Brambilla    | Omega Pharma-Quick-Step | + 22"    |
|                     |                       |                         |          |
| 11                  | Wilco Kelderman       | Belkin-Pro Cycling Team | + 23"    |
| 29                  | Jurgen Van den Broeck | Lotto Belisol           | + 41"    |

| Puntenklassement |                  |                         |        |
| Plaats           | Naam             | Ploeg                   | Punten |
| Groene trui      | Nacer Bouhanni   | FDJ.fr                  | 33     |
| 2                | Michael Matthews | Orica GreenEDGE         | 29     |
| 3                | Daniel Martin    | Garmin Sharp            | 20     |
|                  |                  |                         |        |
| 7                | Wilco Kelderman  | Belkin-Pro Cycling Team | 14     |
| 8                | Jasper Stuyven   | Trek Factory Racing     | 14     |

| Bergklassement        |               |                        |        |
| Plaats                | Naam          | Ploeg                  | Punten |
| Bolletjestrui (blauw) | Lluís Mas     | Caja Rural-Seguros RGA | 9      |
| 2                     | Jérôme Cousin | Team Europcar          | 9      |
| 3                     | Danilo Wyss   | BMC Racing Team        | 6      |

1e etappe ·
2e etappe ·
3e etappe ·
4e etappe ·
5e etappe ·
6e etappe ·
7e etappe ·
8e etappe ·
9e etappe ·
10e etappe ·
11e etappe ·
12e etappe ·
13e etappe ·
14e etappe ·
15e etappe ·
16e etappe ·
17e etappe ·
18e etappe ·
19e etappe ·
20e etappe ·
21e etappe
Startlijst · Eindstanden · Afbeeldingen